# Praga E-114
O Praga E-114 foi um avião desportivo monomotor, projetado e fabricado pela companhia checa ČKD-Praga. Devido a seu baixo peso, foi também chamado de Air Baby.

## Projeto e desenvolvimento
O Praga E-114 voou pela primeira vez em 1934, projetado por Jaroslav Šlechta, era um monoplano de asa alta, cantilever com dois assentos em uma cabine de pilotagem lado a lado. Era uma aeronave construída de madeira com uma asa de peça única e duas longarinas; as longarinas e nervuras eram produzidas de pinheiro e madeira compensada, sendo a asa coberta de madeira compensada. A seção da asa era recurvada para o bordo de fuga. A asa possuía uma seção central de corda constante, afunilado no bordo de fuga para a ponta da asa, com pontas arredondadas. Os ailerons eram cobertos de madeira compensada e eram desbalanceados.
Sua fuselagem era de estrutura de pinheiro, coberta com madeira compensada em uma caixa hexagonal. O leme era arredondado e balanceado. Apesar deste ser feito inteiramente de madeira, a cauda, montada sobre a fuselagem, possuía uma estrutura tubular de aço e era coberta com tela. Os profundores eram balanceados por uma corda elástica à coluna de controle.
Logo no início do processo de desenho, o E-114 possuía uma cabine aberta, mas no momento da construção esta foi fechada. O primeiro protótipo tinha vidros brutos construídos a partir de painéis planos. A falta de portas tornava a entrada na aeronave um tanto quanto desafiadora, coms os painéis laterais sendo dobrados para baixo, e o painel superior, em conjunto com parte do bordo de ataque da asa, para cima. O segundo protótipo adicionou um local de apoio para os pés na fuselagem para facilitar o processo, além de adicionar vidros menos angulares. O trem de pouso, que também servia como primeiro apoio para acesso à cabine, era do tipo dividido, com suportes aerodinâmicos presos na parte inferior da fuselagem, assistida por estruturas da linha central para as rodas. As rodas possuíam amortecedores de borracha.
As primeiras aeronaves eram motorizadas com um motor boxer de dois cilindros refrigerado à ar Aeronca E-113 de 29 kW (36 hp), montado no nariz com seus cilindros expostos. As primeiras aeronaves de produção substituiram o motor americano da Aeronca com um modelo checo muito similar, também produzido pela Praga, chamado de Praga B. Posteriormente, o similar mas mais potente Praga B2 foi incorporado a partir de 1936 e este por sua vez foi substituído pelo motor de quatro cilindros Praga D, produzindo 49/55 kW (65/74 hp), com cada par de cilindros expostos. As aeronaves com este motor ficaram conhecidas como E-114D.
Além de ter mais potência, o E-114D possuía outras melhorias. Os ailerons eram balanceados, melhorando as características de estol; as superfícies verticais foram aumentados em área, recebendo também um perfil mais angular com um leme não balanceado.
A última variante do E-114 envolvendo uma mudança na motorização foi o E-114M, equipado com um motor em linha invertido de quatro cilindros Walter Mikron III com 49 kW (65 hp). A capota completa do motor modificou consideravelmente o desenho do nariz, aumentando o comprimento em 510 mm (20 in). O E-114M foi o mais pesado da série, com um peso vazio de 415 kg (915 lb); o E-114D pesava apenas 330 kg (728 lb). A asa tinha um diedro bem notável eo E-114M foi o único de seu modelo a possuir uma roda de bequilha ao invés de uma sapata. Foi o modelo mais rápido, com uma velocidade máxima de 185 km/h (115 mph).
O E-115 surgiu em 1937 com mudanças significativas na asa. A envergadura foi reduzida em 200 mm (7.9 in), mas o afunilamento contínuo reduziu a área em 20%. Os ailerons eram cobertos com tela e podia ser motorizado com os motores Praga B ou D e era notavelmente mais rápido que as versões anteriores, mesmo com motores mais fracos. O E-115 também teve seu trem de pouso alterado, com uma única estrutura de aço aerodinâmica na fuselagem apoiado por hastes na seção central.
O E-117 de 1937 tinha várias modificações. A asa possuía a mesma envergadura do E-114, mas com um afunilamento mais reto, resultando em uma redução de 3,3% na área da asa. Pela primeira vez foram instalados flaps (do tipo split). A asa continuou sendo construída de madeira, mas uma fuselagem de aço coberta com tela foi utilizada, tendo a cauda sido construída de maneira similar. A nova fuselagem permitiu que o E-117 tivesse portas da cabine pela primeira vez, além de um interior mais espaçoso. Possuía trem de pouso com rodas aerodinâmicas e uma roda na bequilha ao invés de sapatas, utilizadas na maior parte dos E-114 e E-115. Entretanto, por um período de tempo, um dos dois E-117 construídos, voaram com trem de pouso triciclo, tendo seu trem de pouso principal sido movido para trás e uma roda de nariz aerodinâmica.
O E-214, que surgiu entre 1936 e 1937, era essencialmente um E-114 com um motor radial Pobjoy R de sete cilindros, com 56 kW (75 hp). A estrutura era a mesma do E-114, tendo a asa a mesma dimensão. Com um comprimento de 7,15 m (23 ft 5½ in), o E.214 era alguns milímetros maior que E-114M, pelo fato do motor deste ser muito mais comprido. Esta economia de espaço devido ao motor radial forneceu espaço suficiente para um segundo par de assentos atrás do primeiro, tornando o E-214 uma aeronave de quatro assentos. Os novos assentos eram acessados por uma porta lateral, apesar dos assentos dianteiros ainda serem acessados pela janela da mesma forma como no E-114. Um compensador no profundor substituiu o balanceamento antes feito através de cordas elásticas. O trem de pouso também foi alterado, tendo cada lado recebido um amortecedor hidráulico no longeron da parte inferior da fuselagem. Com o peso de 420 kg (926 lb), seu peso vazio era parecido ao do E-114M. A velocidade máxima era de 170 km/h (106 mph).

## Histórico operacional
O primeiro protótipo do Air Baby voou pela primeira vez em setembro de 1934 e também apareceu na Competição de Aeroclubes Nacional Checo. Após vários voos de demonstração na Europa, foi exibido no Salão de Paris de 1934.
O Praga foi produzido antes da Segunda Guerra Mundial tanto pela ČKD-Praga em Praga e, sob licença como Hillson Praga, pela F. Hills & Sons Ltd de Manchester no Reino Unido. Aproximadamente 150 aeronaves E-114B foram construídas, incluindo cerca de 40 da variante Hillson. A soma da produção dos modelos E-114 D, E e M foi cerca de 125 aeronaves.
Em 1938 o E-115, então motorizado com um motor Praga B, atingiu um recorde de sua classe com a velocidade média de 171,5 km/h (106,6 mph) em uma distância de 100 km (62 mi). Em maio de 1936 uma aeronave voou do Reino Unido para a África do Sul em um novo tempo recorde de 16 dias e 4 horas e meia. Não houve, entretanto, nenhuma venda na África do Sul e esta aeronave posteriormente foi transformada em um planador.
Dois E-114 participaram do Sternflug nos Jogos Olímpicos de Verão de 1936 em Berlim. Os dois pilotos do E-114, Fuksa e Polma, conseguiram as duas primeiras posições à frente de seus competidores, equipados com aeronaves com motores mais potentes.
Antes da guerra alguns E-114 checos foram exportados para outros países europeus, incluindo a Itália e a Romênia.
O primeiro Hillson Praga construído em Manchester foi exportado para a Austrália. A demanda para o modelo no Reino Unido foi subjugada e mais da metade das aeronaves foram para aeroclubes, incluindo um lote de dez aeronaves para o Northern Aviation School & Club (NAS&C), sediado no Aeródromo de Barton próximo à Manchester. O NAS&C também treinou pilotos prospectivos da Guarda Aérea Civil do Reino Unido. Os motores Praga B foram fabricados no Reino Unido pela Jowett Cars Ltd, sendo, entretanto, inseguros, tendo pelo menos cinco deles substituídos pelo muito mais pesado motor boxer de dois cilindros Aeronca JAP J-99 com 30 kW (40 hp). Um Hillson Praga venceu o Manx Air Derby, voando três circuitos da Ilha de Man em 1 de junho de 1936 a uma velocidade de 144 km/h (89,5 mph).

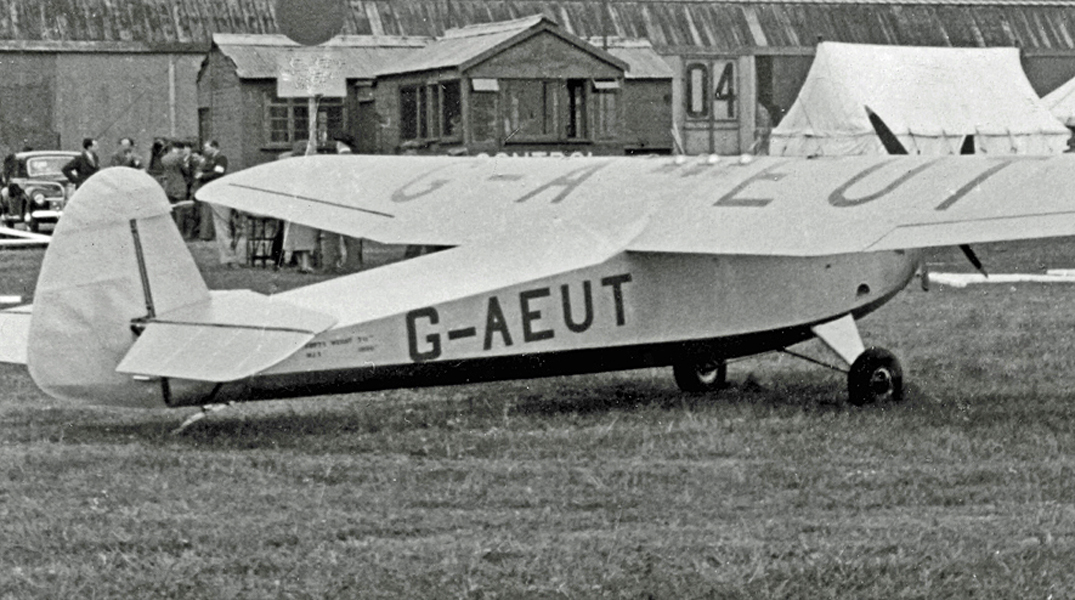
Hillson Praga britânico ativo em 1952

Aeronaves produzidos na Checoslováquia após a guerra (E-114M) foram exportadas para a França, Finlândia, Itália, Suíça, Romênia e Sarre. Utilizado por pessoas privadas e como avião de treinamento, também desempenhou o papel de rebocador de planadores. Cinco Hillson sobreviveram à guerra, mas apenas dois voaram novamente. Um se acidentou na Turquia em 1946 e o outro, G-AEUT (foto) se acidentou na Itália em 1957.
Até 2017, havia dois Praga Air Baby ainda voando:
- HB-UAF, motorizado com um Walter Mikron III.
- OK-TAU58, reconstruído em 2016, anteriormente registrado na Suíça como HB-UAD (E-114M) (parte da reconstrução incluía reequipar com um motor original Praga B-2).[11]

## Aeronaves em exibição
E-114M OK-BGL está em exibição do Museu de Aviação de Praga, em Kbely, próximo a Praga.

## Variantes

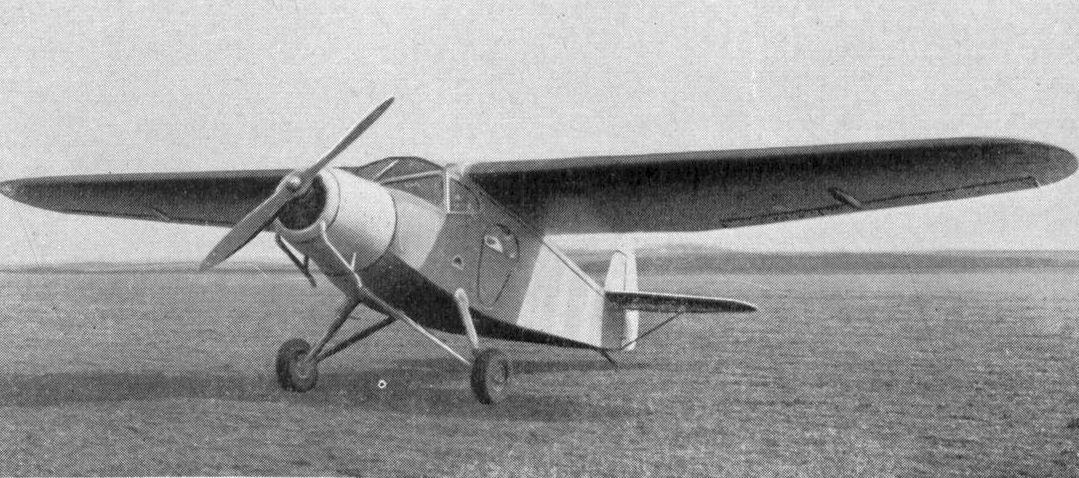
Foto do Praga E.214 da Le Pontentiel Aérien Mondial 1936

Todas as variantes, com exceção do E-115, possuíam as mesmas dimensões. Fonte: Air Britain Archive No.3 (2011), p. 129
E-114 (Praga B)
Motor boxer de quatro cilindros Praga B com 30 kW (40 hp).
E-114 (Praga B-2)
Motor boxer de quatro cilindros Praga B-2 com 36 kW (45 hp) - conforme especificações.
E-114 (Praga D) or E-114D
Motor boxer de quatro cilindros Praga D com 49-59 kW (65-79 hp). Velocidade máxima de 150 km/h (93 mph).
E-114M
Diedro marcado na asa. Motor de quatro cilindros em linha Walter Mikron III com 48 kW (65 hp). Velocidade máxima de 185 km/h.
E-114C
Pelo menos um E-114M foi modificado para receber um motor boxer Continental com 49 kW (65 hp) em algum momento após 1952, tendo sido registrado como E-114C.
E.115
Envergadura diminuída para 10,8 m (35 ft 5 in), área de asa para 12,15 m² (130,78 ft2); comprimento aumentado para 6,8 m (22 ft 4 in). Motor boxer de quatro cilindros Praga B-2 com 36 kW (45 hp). Velocidade máxima de 173 km/h (108 mph). Apenas uma aeronave construída.
E.117
Mudanças na asa e fuselagem. Flaps adicionados. Área de asa 14,75 m² (158,77 ft2). Motor boxer de quatro cilindros Praga D com 49-59 kW (65-79 hp). O Air Baby motorizado com motor Praga mais rápido, com uma velocidade máxima de 216 km/h (134 mph). Apenas duas aeronaves construídas. Um voou por um período de tempo com trem de pouso triciclo.
E.214
Variante E-114 com um motor radial de sete cilindros Pobjoy R 56 kW (75 hp), com fuselagem maior e assento para quatro pessoas.

## Operadores
Checoslováquia
- Força Aérea Checoslovaca

 Irã
- Força Aérea do Irã - apenas uma aeronave.